# كلاي بينيت
كلاي بينيت (بالإنجليزية: Clay Bennett)‏ هو صحفي أمريكي، ولد في 20 يناير 1958 في كلينتون في الولايات المتحدة.

## وصلات خارجية
- الموقع الرسمي